# Silent Hill (film)
Silent Hill is een Frans-Canadese fantasy-horrorfilm uit 2006, geregisseerd door de Franse regisseur Christophe Gans. De film is gebaseerd op het gelijknamige computerspel van Konami. Ze werd genomineerd voor onder meer een Golden Trailer voor beste horrorfilm.
In 2003 werd al aangekondigd dat het spel door Gans zou worden verfilmd. De film is grotendeels een vertolking van het eerste computerspel, maar ook facetten uit latere delen van dezelfde titel komen terug in de film. Daarnaast zijn sommige aspecten van het oorspronkelijke verhaal veranderd.

## Verhaal
De persoon van Harry Mason uit het computerspel is ingeruild voor die van Rose da Silva (Radha Mitchell), een moeder wier leven een onverwachte wending neemt als ze de bron van haar adoptiedochter Sharon's (Jodelle Ferland) nachtmerries wil ontdekken. Haar dochter roept tijdens deze nachtmerries de naam van het stadje Silent Hill.
Tegen de wil van haar man Chris (Sean Bean) en buiten zijn medeweten, neemt Rose haar dochter mee op weg naar Silent Hill. Als ze tijdens hun tocht door Brahams komen, de dichtstbijzijnde nederzetting bij Silent Hill, worden ze opgemerkt door agente Cybil Bennet (Laurie Holden). Cybil vindt de gejaagde moeder en dochter verdacht omdat een aantal jaren daarvoor een man een kind in de mijnschachten van Silent Hill gooide.
Nadat Rose de afslag Silent Hill neemt, schrikt ze van een gestalte dat over de weg loopt. Ze verliest de macht over het stuur, slipt en verliest haar bewustzijn als zij haar hoofd stoot aan het stuur. Wanneer ze bijkomt is Sharon verdwenen en is ze in een andere realiteit, beheerst door mist en ongrijpbare dingen verstopt achter die mist. De zoektocht naar haar dochtertje begint op dat moment, waarbij Rose er al snel achter komt dat het stadje Silent Hill voortdurend heen en weer springt tussen een versie in de mistige realiteit en een versie waarin het afgebrand is en vol loopt met demonische wezens. De mist bestaat daarbij voor een groot deel uit vallende as, van de ondergrondse brand die al tientallen jaren woedt onder Silent Hill. Wanneer agente Cybil Rose achterhaalt, gelooft ze in eerste instantie weinig van haar verhaal totdat ze zelf een realiteitsovergang meemaakt en samen met Sharon verdergaat.
Rose en Cybil blijken niet de enige mensen in Silent Hill. In de lokale kerk schuilt een hele groep volgelingen van geestelijk leider en heksenjager Christabella (Alice Krige), die daar samenkomt telkens wanneer de demonische realiteit de overhand neemt in het stadje. Tevens zwerft de in vodden gehulde Dahlia Gillespie (Deborah Kara Unger) door de stad, die in de foto van Sharon het exacte evenbeeld van haar eigen dochter Alessa (ook Ferland) herkent.

## Rolverdeling
- Radha Mitchell - Rose Da Silva
- Sean Bean - Christopher Da Silva
- Laurie Holden - Cybil Bennett
- Deborah Kara Unger - Dahlia Gillespie
- Kim Coates - Officer Thomas Gucci
- Tanya Allen - Anna
- Alice Krige - Christabella
- Jodelle Ferland - Sharon Da Silva en Alessa Gillepsie
- Colleen Williams - Archivaris
- Ron Gabriel - Oude Machinist
- Eve Crawford - Zuster Margaret
- Derek Ritschel - Jong Politie Officer
- Amanda Hiebert - Gas Begeleider
- Nicky Guadagni - Rampzalig Vrouw
- Maxine Dumont - Christabella's Assistent
- Christopher Britton - Adam
- Roberto Campanella - Red Pyramid